# Real y Pontificia Academia Auriense Mindoniense de San Rosendo
Academia pontificia constituida el 22 de noviembre de 2008 en Celanova, coincidiendo con la clausura del Año Jubilar de San Rosendo, y nacida del esfuerzo conjunto de las diócesis de Mondoñedo-Ferrol y de Orense. Ostentan el patronazgo los correspondientes obispos: Luis Quinteiro y Manuel Sánchez Monge.
Está presidida por el teólogo Segundo Leonardo Pérez López y tiene por objeto tender puentes entre Galicia y todas las grandes culturas europeas, teniendo como horizonte la herencia cultural y moral del Cristianismo. Contempla, entre otras actividades, la organización de conferencias, coloquios, cursos, recitales o exposiciones, así como en conmemoraciones o centenarios de personajes y hechos relevantes tanto de carácter universal como particular.
En la Academia hay desde teólogos como el arzobispo de Santiago, Julián Barrio, o como su presidente, hasta historiadores como García Iglesias, Monterroso y los profesores ferrolanos Yzquierdo Perrín y Manuel Recuero, pasando por escritores como Ramón Pernas y Ramón Loureiro y artistas plásticos como el escultor Buciños, hasta investigadores como el portugués Carvalho Correia.
La Academia edita la revista “Rudesindus” como medio de comunicación externa de la misma.
Su sede física, establecida el 28 de febrero de 2009, coincidiendo con el aniversario del fallecimiento de Álvaro Cunqueiro, está ubicada en un ala recién restaurada del palacio episcopal mindoniense (Diócesis de Mondoñedo-Ferrol).

## Académicos
- Julián Barrio Barrio, Arzobispo de Santiago de Compostela.
- José María Díaz Fernández, Canónigo Archivero de Santiago.
- Pilar de Torres Luna. Geógrafa. Universidad de Santiago.
- José Manuel García Iglesias, historiador medievalista. U. de Santiago.
- José Miguel Andrade Cernadas, historiador del Arte. Universidad de Santiago.
- Manuel Carriedo Tejedo. Investigador medievalista. León.
- Juan M. Monterroso Montero. Historiador del Arte. U. de Santiago.
- Eduardo Pardo de Guevara y Valdés, historiador. Instituto de Estudios Galegos P. Sarmiento. Santiago.
- Domingo L. González Lopo. Historiador. Universidad de Santiago.
- María Beatriz Vaquero Díaz, Historiadora. Universidad de Vigo.
- Ramón Yzquierdo Perrin, historiador del Arte. Universidad de La Coruña.
- Ramón Pernas López, Escritor y Periodista. Vivero.
- Manuel Recuero Astray. Historiador. Universidad de La Coruña.
- Ramón Loureiro Calvo. Escritor y Periodista. Ferrol.
- Manuel García de Buciños, Escultor. Orense.
- Cesáreo Iglesias Grande. Párroco de San Rosendo de Celanova.
- Francisco Singul Lorenzo. Historiador del Arte. Santiago de Compostela.
- Antonio Piñeiro Feijoo, Periodista. Celanova.
- Segundo Leonardo Pérez López, Teólogo Canónigo de la Catedral de Mondoñedo. Mondoñedo.
- Miguel Ángel González García. Canónigo Archivero de Orense.
- Rubén Lois González, Geógrafo. Universidad de Santiago.
- Francisco Carvalho Correia, historiador. Santo Tirso. Portugal.
- José Luis López Sangil. Historiador medievalista. La Coruña.
- Francisco J. Rodríguez Pérez. Historiador. Universidad de Vigo.